# Sept saints fondateurs de la Bretagne

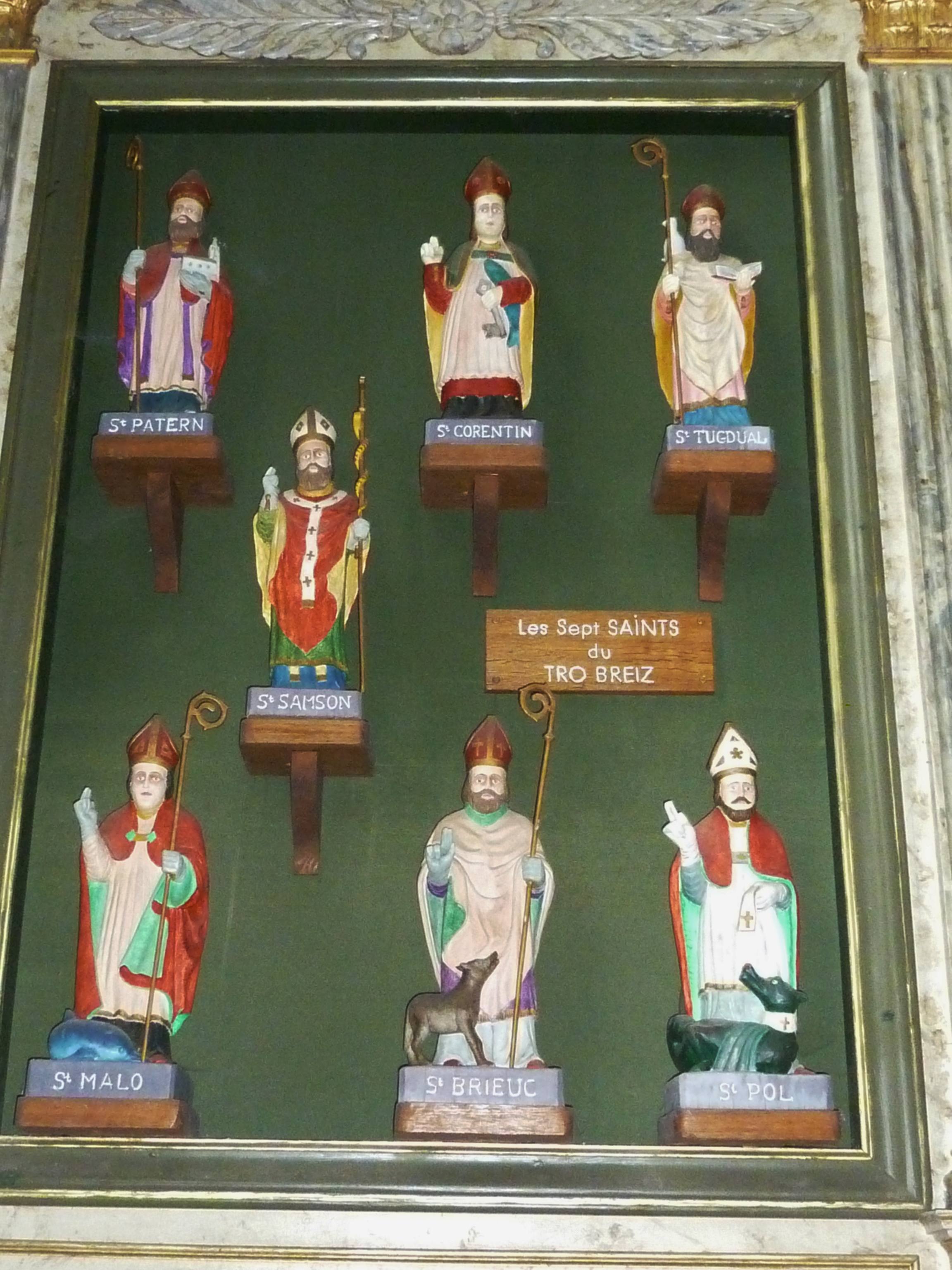
Saint-Pol-de-Léon : chapelle Notre-Dame du Kreisker, les sept saints du Tro Breizh.

Les Sept saints fondateurs de la Bretagne sont, selon une construction littéraire et hagiographique tardive forgée à partir du XIe siècle, des moines et ermites venus du Pays de Galles et de Cornouailles vers les Ve et VIe siècles, à l'époque de l'émigration bretonne en Armorique.   
Ils sont considérés comme les fondateurs des sept premières cités épiscopales et du christianisme en Armorique.  

## Historique

### Description
L'histoire des Sept saints est celle du passage de la Gaule Armorique à la Bretagne. Hormis les pays de Rennes, de Nantes et de Retz qui étaient restés en liaison avec la civilisation latine et qui ne furent adjoints à la Bretagne que sous Nominoë (mort en 851 dans les environs de Vendôme), la Bretagne s'organisa, sous l'impulsion de l'immigration des Bretons insulaires, en sept diocèses fondés chacun par un clerc qui fut ensuite proclamé « saint » par le peuple. C'est donc parmi ces nouveaux émigrés, probablement des chefs de clan ou des membres de famille aristocratiques contraints de s'exiler, que « les Bretons ont forgé la légende des « sept saints fondateurs et protecteurs de l'Église de Bretagne » : saint Samson à Dol (le seul réellement authentifié), saint Malo sur son rocher, saint Brieuc dans sa baie, saint Tugdual à Tréguier, saint Paul Aurélien qui sera « saint Pol de Léon », saint Corentin à Quimper, saint Patern (un évêque gallo-romain) à Vannes ».

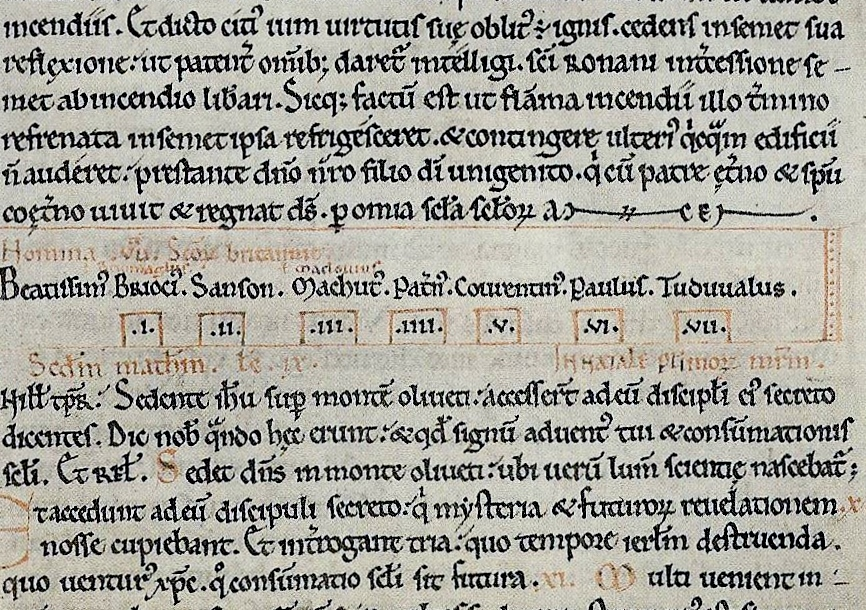
La première mention des "Sept Saints fondateurs de la Bretagne" ("Manuscrit latin" datant de 1275, Bibliothèque nationale de France).

Le missel de Saint-Vougay, qui date du XIe siècle, est le plus ancien texte manuscrit à faire référence aux Sept saints fondateurs par le biais d'une prière qui leur est collectivement dédiée mais qui reflète probablement des traditions plus anciennes. S'agissant, par exemple de saint Maclou, la première hagiographie date des années 860. Le testament de Guillaume Le Borgne, sénéchal du Goëlo, rédigé en 1215 prévoit une donation de cent livres « aux abbayes de Bretagne et aux églises des Sept saints, à partager entre elles ».
Les historiens ne connaissent de leur vie que quelques épisodes importants et surtout des miracles, rapportés dans des vitae tardivement écrites. Ces récits rapportent notamment leur débarquement d'« auges en pierre » (saint Malo, saint Brieuc, voir aussi auge de saint Conogan). Il s'agit plus probablement d'esquifs encore utilisés de nos jours en Irlande, les coracles et les currachs. Au cours des siècles, les hagiographes ont émaillé leurs récits de nombreux détails dont la valeur historique est douteuse à l'instar de nombreux miracles qui entendent accréditer leur sainteté. Il semble que « les Sept-Saints de Bretagne figurent au Moyen Âge comme une sorte d'idiotisme sacral propre à l'univers de croyance des anciens Bretons, et que leur individualisation, leur historisation n'est qu'un processus second, et somme toute secondaire, car tardif et aléatoire, qu'il s'agisse d'évêques ou d'obscurs ermites oubliés ».
Les sept diocèses d'origine ainsi constitués, formeront avec ceux de Rennes et Nantes, les 9 diocèses de Bretagne qui perdureront sans changement jusqu'à la création des départements par la Révolution française.

### Historiographie
L'historiographie contemporaine questionne la notion d'identité et de peuple, ainsi que l'origine des saints fondateurs, qui pourrait être une construction historiographique récente. Ainsi, la légende des Sept saints fondateurs s'avère procéder d'une construction littéraire et hagiographique tardive, forgée à partir du XIe siècle, par des moines et ermites venus du Pays de Galles et de Cornouailles vers les Ve siècle et VIe siècle, à l'époque de l'émigration bretonne en Armorique. Cette littérature hagiographique procède de la volonté de donner une origine chrétienne à des éléments païens et résulte d'un enjeu politique et « d'un effort concerté de « mise en texte du passé » destiné à répondre aux éventuelles contestations de la part de l'Église franque des origines historico-légendaires dont se réclamait le monachisme breton ». 

## Les Sept-Saints

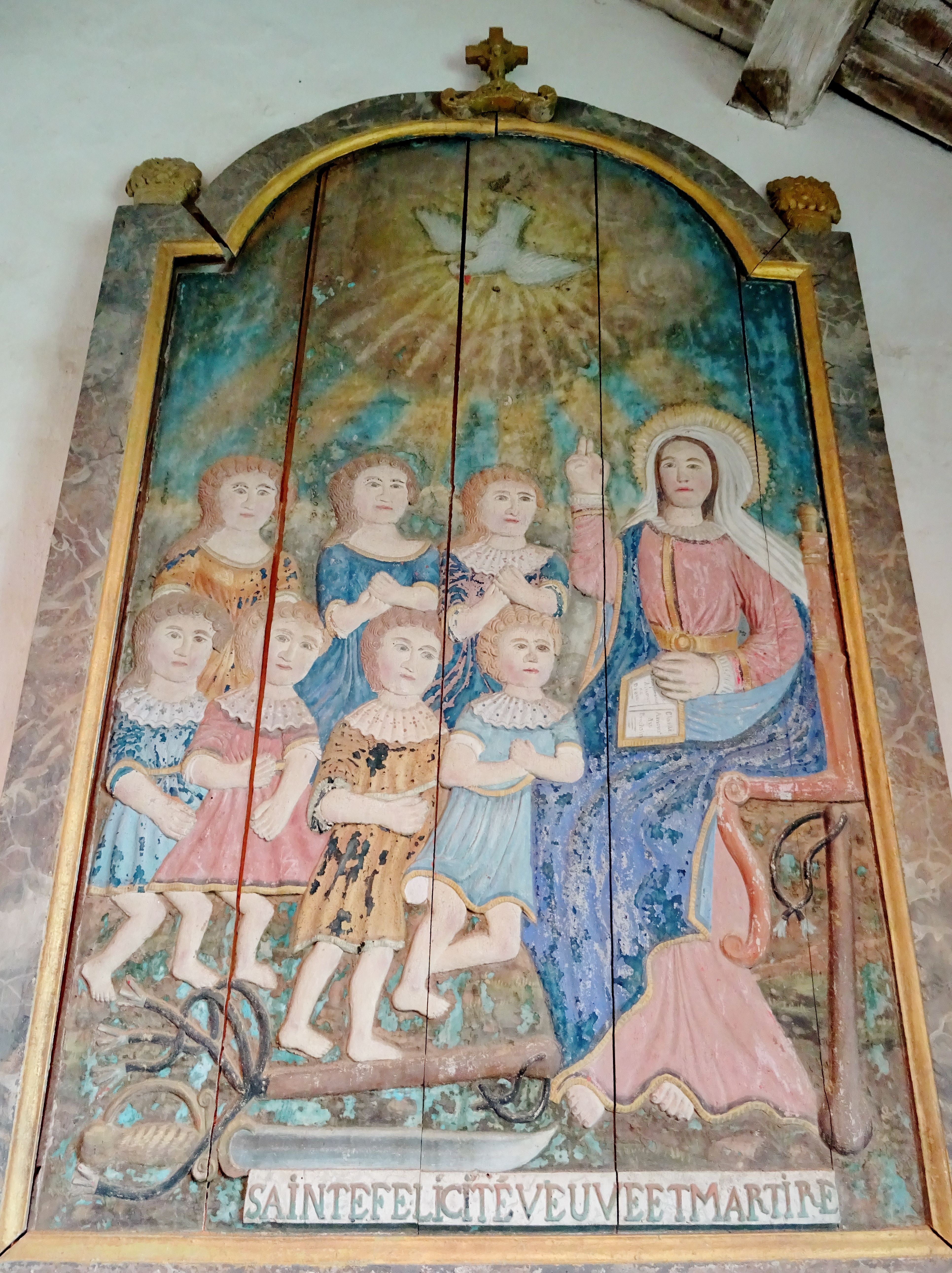
Chapelle Notre-Dame de Locmaria-an-Hent : panneau peint de sainte Félicité faisant l'éducation religieuse aux Sept saints fondateurs de la Bretagne.

Les Sept-Saints auraient fondé sept cités épiscopales :  
- Saint-Malo fondée par saint Malo (ou Maclou),
- Dol-de-Bretagne fondée par saint Samson
- Saint-Brieuc fondée par saint Brieuc
- Tréguier fondée par saint Tugdual
- Saint-Pol-de-Léon fondée par saint Pol Aurélien
- Quimper fondée par saint Corentin
- Vannes fondée par saint Paterne (ou Patern)

## Lieux de cultes dédiés aux Sept-Saints collectivement

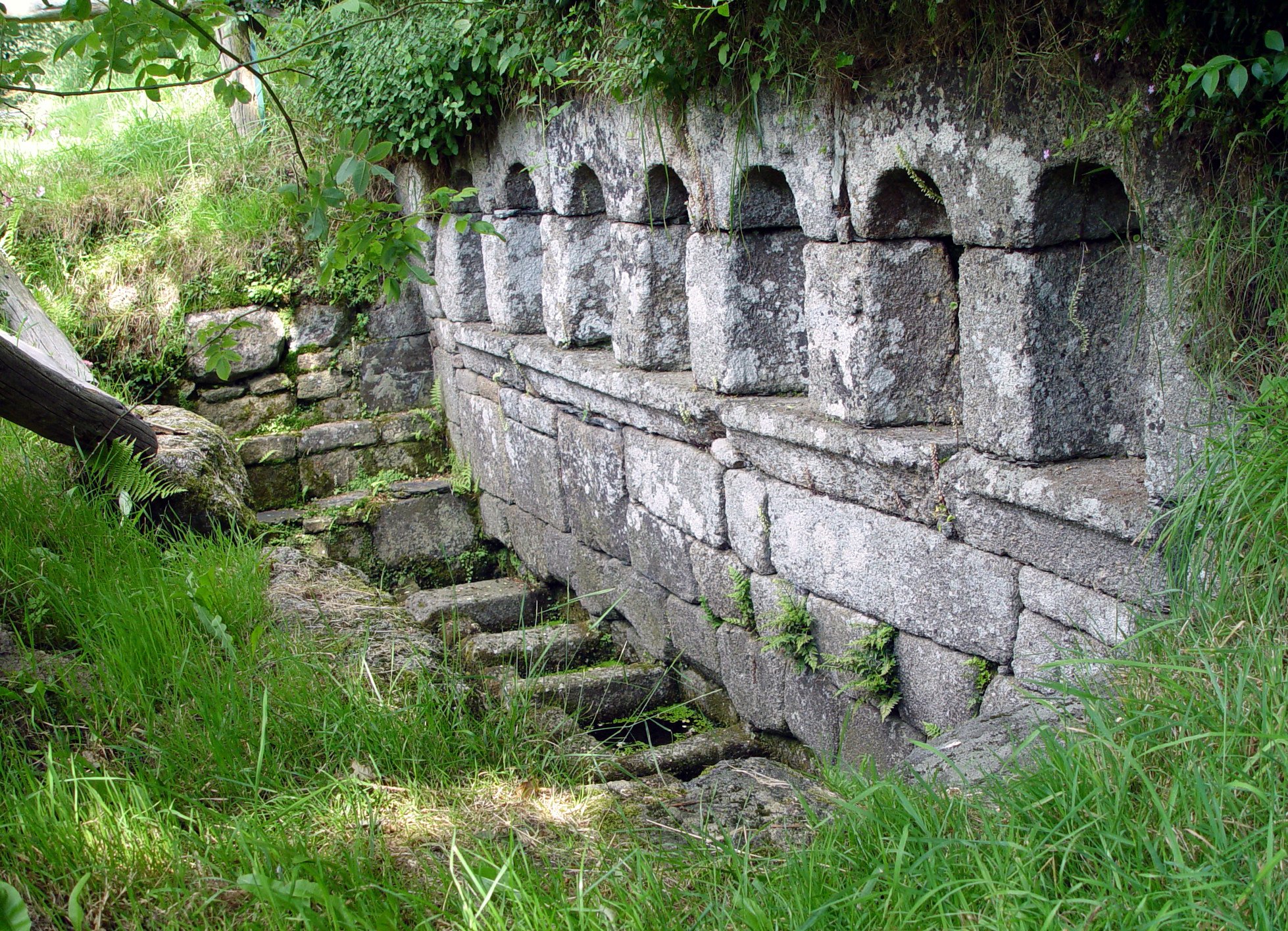
La fontaine des Sept-Saints à Bulat-Pestivien (Côtes-d'Armor)

La première église connue de Brest se trouvait, au Moyen Âge, dans l'enceinte du château gallo-romain et était à la dédicace des Sept-Saints, mais des Sept-Saints de la Rade de Brest, sept enfants abandonnés sur un bateau errant en Rade de Brest, à ne pas confondre avec les Sept saints fondateurs de la Bretagne. Lors de l'intronisation du maire de Brest, avant la Révolution, une cérémonie d'allure archaïque se tenait dans l'église.
Une chapelle dédiée aux Sept-Saints fondateurs existe sur la commune d'Erdeven, dans le Morbihan. Vers 1980, la chapelle a été reconstruite et une fête annuelle, un « pardon », est célébrée de nouveau. Une légende des sept saints propre à Erdeven existe, qui n'est pas sans rappeler celle de la Rade de Brest : 

« On raconte qu'une maman mit au monde des septuplés. Effrayée par la charge que représentait pour son foyer une si abondante progéniture, elle commande à sa servante de noyer six d'entre eux. (...) Mis au courant, le père tança sévèrement sa femme et tous deux redoublèrent d'ardeur pour nourrir la maisonnée. Les sept frères apprirent à servir Dieu et devinrent d'illustres évêques. »

Une autre légende des Sept Saints concerne la région de Plestin.

## Le pèlerinage aux Sept-Saints de Bretagne
La renommée des Sept-Saints est à l'origine du Tro Breiz (tour de Bretagne, en latin, circuitus Britanniae), souvent appelé aussi « pèlerinage aux Sept Saints », effectué pour les honorer, car les récits populaires sur ces saints sont émaillés d'innombrables miracles produits autour de leurs tombeaux.

Le pèlerinage à Saint Patern a laissé une trace dans le procès qui oppose, à la fin du XVe siècle, les paroissiens et les chanoines de la cathédrale de Vannes sur la destination des revenus des offrandes déposés dans l'église Saint-Patern. Une des pièces du procès inclut le nom de Tro Breiz et c'est la plus ancienne trace du nom en breton du pèlerinage.

## Le pèlerinage islamo-chrétien
En 1954, au début de la guerre d'Algérie, l'orientaliste Louis Massignon qui était très soucieux d'œcuménisme entre les chrétiens et les musulmans, a créé un pèlerinage commun réunissant chrétiens et musulmans sous l'invocation des Sept-Saints, en identifiant les Sept-Saints-Fondateurs de la Bretagne aux Sept Dormants d'Éphèse (ou Ahl al-kahf), dont le souvenir s'est conservé dans les textes musulmans (sourate 18 du Coran, dite « La Caverne »), ainsi que chez des auteurs chrétiens de Syrie.
Ce pèlerinage, réunissant depuis lors chrétiens et musulmans, a donc lieu, chaque année, dans la chapelle des Sept-Saints construite sur une crypte et proche d'un dolmen, près de Plouaret, actuellement dans la commune du Vieux-Marché dans les Côtes-d'Armor, où un ancien pardon des Sept Saints existait.
Selon Louis Massignon, le culte des Sept-Saints-Dormants serait  parvenu au Vieux Marché au IIIe siècle par l'intermédiaire de moines et de missionnaires grecs qui accompagnaient les commerçants d'Orient sur la route de l'étain . Il se fondait sur un cantique en langue bretonne ou gwerz, publié par Alexandre Lédan (1777-1855), éditeur à Morlaix, et traduit par Geneviève Massignon, dont il reste 18 strophes dans le Cantique de la procession,,.
Il a repris cette idée d'identifier les Sept-Saints bretons aux Sept-Saints syriens d'un numéro de la revue Mélusine paru en 1878, où François-Marie Luzel et Ernest Renan avaient publié en parallèle deux articles décrivant, pour le premier, la chapelle des Sept-Saints dans la commune du Vieux-Marché (Côtes-d'Armor), pour le second la légende des Sept-Dormants.
Sur la partie en français de la plaque informative fixée sur le portail, est mentionné l'hypothèse de marchands musulmans ayant emprunté la Route de l'étain au Moyen Âge. Cette hypothèse ne repose sur aucune source historique. La version du texte en breton, sur cette même plaque, indique une substitution des saints d'Éphèse aux Sept-Saints fondateurs. Elle est contredite par l'histoire et l'origine galloise bien attestée de ces derniers.
Le remplacement par d'autres des saints bretons, auquel il était fait grief de ne pas être mentionnés dans la Tradition latine de Rome et ne pas avoir été canonisés, a été une pratique souvent constatée aux XVIIe et au XVIIIe siècle.